# Akwedukt Delaware
Akwedukt Delaware – 170-kilometrowy akwedukt w stanie Nowy Jork, część sieci wodociągowej miasta Nowy Jork, zbudowany w latach 1937-1953. Pierwotnie długość akweduktu wynosiła 137 km, postanowiono go jednak przedłużyć do długości 170 km. Przedłużenia trwały do 1963 r. Jest osadzony ok. 750 m p.p.m. Jego maksymalna średnica wynosi 6 m.
Jest najdłuższym tunelem wodnym (akweduktem) na świecie.
Akwedukt jest przedłużeniem East Delaware Tunnel oraz West Delaware Tunnel, które transportują wodę odpowiednio z: Pepacton Reservoir oraz Cannonsville Reservoir. Woda z obu akweduktów wpływa do Rondout Reservoir na zachodnim krańcu zbiornika. Akwedukt Delaware zaczyna się na wschodnim krańcu zbiornika, i biegnie na południowy wschód, biegnąc m.in. pod rzeką Hudson. Dalej, woda z akweduktu wpływa do West Branch Reservoir. Akwedukt dalszy swój bieg kontynuuje w kierunku południowym, przechodząc obok Croton Falls Reservoir oraz Cross River Reservoir. Dalej akwedukt biegnie do Kensico Reservoir. Kończy swój bieg uchodząc do Hillview Reservoir.